# Le Diable au corps (film, 1954)
 (octobre 2024).
Pour plus de détails, voir Fiche technique et Distribution.
Le Diable au corps (Devil May Hare) est un court métrage d'animation de la série américaine Looney Tunes, réalisé par Robert McKimson et sorti le 19 juin 1954, qui met en scène Bugs Bunny et Taz.